# …And Then There’s This
…And Then There’s This ist ein Jazzalbum des Trios Artifacts, gebildet von Nicole Mitchell, Tomeka Reid und Mike Reed. Die um 2020/21 entstandenen Aufnahmen erschienen am 29. Oktober 2021 auf Astral Spirits.

## Hintergrund
Die Formation Artifacts ist ein kollektiv geführtes Trio, das von Nicole Mitchell (Flöte), Tomeka Reid am Cello und Mike Reed am Schlagzeug gebildet wird. Die drei Musiker sind nicht nur in der Jazzszene Chicagos aktiv, sondern gelten auch als prominente Performer in der dritten Generation der Association for the Advancement of Creative Musicians (AACM), der historisch wichtigen, führenden Chicagoer Kulturorganisation. Die Mitglieder des Trios waren von 2009 bis 2011 im Vorstand der AACM, und ihre Musik stehe im Einklang mit dem Motto der Organisation, „Ancient to the Future“, hieß es in den Liner Notes von …And Then There’s This. Nach dem selbstbetitelten Debütalbum des Trios, das 2015 bei 482 Music erschienen war, ist …And Then There’s This das zweite Album von Artifacts.
Die beiden Fremdkompositionen von …And Then There’s This sind „Soprano Song“ von Muhal Richard Abrams (von dessen Album Colors in Thirty-third, 1987) und „No Side Effects“ von Roscoe Mitchell, erschienen 2007 auf dessen gleichnamigem Album mit Harrison Bankhead und Vincent Davis.
Nicole Mitchell sinnierte in den Liner Notes über die Verbindung des Trios zu seinen AACM-Vorfahren und die Hingabe der Band, dieses Vermächtnis in neuen Werken weiterzuführen, und kommt zu dem Schluss: „Musikalisch ist der Geist der AACM so reichhaltig – es geht um Originalität, Experimentierfreude, Blackness. Es geht um ein Vermächtnis, das aus dem Black Arts Movement of Chicago hervorgegangen ist. Es geht um Mentoring und generationenübergreifende Inspiration. Es geht um Afrofuturismus, bevor er den Namen Afrofuturismus hatte. Es geht darum, Raum zu schaffen, um sich als Individuum der afrikanischen Diaspora zu behaupten, wenn die Gesellschaft einen in eine Blackbox stecken will. Das Artifacts Trio hat die Einflüsse von Muhal, Roscoe und all den anderen aufgesaugt. Es gibt mehr zu feiern – aber auch so viel mehr, was wir tun können, um das Erbe voranzubringen, als Trio mit unseren eigenen Kompositionen zu kreieren. Die Möglichkeiten sind endlos.“

## Titelliste
- Artifacts: …And Then There’s This (Astral Spirits – AS139)[2]

1. Pleasure Palace (Mike Reed) 3:18
2. Dedicated to Alvin Fiedler (Mitchell, Reid, Reed) 3:30
3. Blessed (Nicole Mitchell) 4:25
4. In Response To (Tomeka Reid) 3:17
5. Reflections (Nicole Mitchell) 4:12
6. Song for Helena (Tomeka Reid) 6:42
7. Soprano Song (Muhal Richard Abram) 3:30
8. Song for Joseph Jarman (Mitchell, Reid, Reed) 7:17
9. No Side Effects (Roscoe Mitchell) 2:23

## Rezeption
Nach Ansicht von Phil Freeman, der …And Then There’s This in Stereogum rezensierte, sei dieses Album fast genau das Gegenteil von ihrem vorangegangenen Debüt, als sie lediglich ihre Versionen von Stücken ihrer AACM-Vorfahren gespielt hatten. Anstatt sich auf die Musik anderer zu konzentrieren, hätten sie nun sieben eigene Kompositionen niedergelegt und dabei ihre eigene kollektive Stimme etabliert, auch wenn sie gleichzeitig den Bezug zur Vergangenheit beibehielten, so Freeman, indem sie jeweils ein Stück von Roscoe Mitchell und Muhal Richard Abrams interpretieren. Das Album beginnt mit „Pleasure Palace“, einer Reed-Komposition, die um einen treibenden Beat, perkussives, bassähnliches Spiel von Tomeka Reid und ein wildes Flötenspiel von Mitchell herum aufgebaut sei. Dies zeige deutlich, wie kraftvoll die Flöte klingen kann.
Nate Chinen meinte in Take Five bei WBGO, Nicole Mitchell, Mike Reed und Tomeka Reid würden seit ihrem Debüt als Artifacts Trio im Jahr 2015 über persönliche Verbindungen eine gemeinsame Absicht teilen. Auf ihrem zweiten Album – nach ihrem inspirierten AACM-Repertoireprojekt, das von der Kritik gelobt wurde – würden diese multidimensionalen Musiker weiterhin ihre Helden ehren, aber mit mehr eigenen Kompositionen und einer größeren Offenheit für Groove. Als Beispiel dafür nennt Chinen das Stück „Blessed“, eine Mitchell-Komposition, die auf dem lebhaften Achtelnoten-Antrieb ihrer Partner beruhe, und insbesondere von Tomeka Reid, deren Pizzicato-Solo ein kurzes, aber beträchtliches Vergnügen sei.
Bret Saunders (Denver Post) zählte das Album zu den besten Neuveröffentlichungen des Jahres 2021 und schrieb, eine Cello-Flöte-Schlagzeug-Aufnahmesession sei schon selten genug; aber dass diese drei Musikerinnen so wunderbar kommunizieren können, sei noch seltener. Ihr Label Astral Spirits veröffentliche in einem erstaunlichen Tempo topaktuellen Sound.